# Gisèle Prassinos
Gisèle Prassinos (Estambul, 26 de febrero de 1920 – París, 15 de noviembre de 2015) fue una escritora francesa de procedencia griega, asociada al movimiento surrealista.

## Biografía
La familia Prassinos huyó de Constantinopla y de las persescuciones sufridas por los griegos y se estableció en Nanterre en 1922. De origen griego por su padre e italiana por su madre, Gisèle Prassinos es la hermana menor del pintor Mario Prassinos.
A los catorce años, Gisèle Prassinos comenzó a escribir textos automáticos para espectáculos a los surrealistas a través de  Henri Parisot. Sedujo a André Breton y Paul Éluard por "la maravilla de su poesía y su personalidad como mujer-niña». Ven en sus escritos "la verdadera ilustración del lenguaje automático por excelencia"». Man Ray la fotografía leyendo sus poemas ante los autores surrealistas en el Café Dynamo. Sus primeros poemas aparecieron en 1934 en las revistas Minotauro y Documento 34. Su primera colección La Sauterelle arthritique fue publicada en 1935 por Éditions GLM con una nota de Paul Éluard y una fotografía de Man Ray. En 1940, André Breton incluye diez de sus textos en su Anthologie de l' humour noir (Gallimard, 1940). Prassinos, además, se inicia en las artes plásticas ilustrando La chasse au snark de Lewis Caroll, publicada en Éditions Belfond en 1946.
Seguidamente, iniciará sus primeras incursiones en la narrativa con Le rêve (Fontaine, 1947), novela sobre la infancia y las tensiones entre el pasado y el presente.
Durante la guerra y hasta finales de la década de 1950, dejó de publicar. Trabajó en guarderías, y tradujo junto a su esposo Pierre Fridas varios libros de Níkos Kazantzákis como La liberté ou la mort (Plon, 1953) o Alexis Zorba (Plon, 1958). Posteriormente, volvió a escribir poemas y novelas, en oposición a la ortodoxia surrealista. Sin embargo, estos textos son inclasificables.  Le temps n'est rien (Plon, 1958) es una autoficción que trata el conflicto entre el pasado y el presente. Le visage effleuré de peine (Grasset, 1964; reeditado por Cardinal, 2000; y Zulma, 2004) es una nouvelle. Brelin le frou, ou le portrait de famille (Éditions Belfond, 1975) son cuentos en los que se describen personajes que viven de acuerdo con reglas fantasiosas. Fue ilustrada por la autora y sus dibujos tienen la particularidad de llevar un tocado a imagen de su sexo. Los cuentos de Mon cœur les écoute (1982) muestran un humor poético cercano al de Henri Michaux o Joyce Mansour. También es conocida por sus dibujos y tapices, obras plásticas hechas con piezas cortadas de tela de colores.
Tras esta etapa, publicó sobre todo novela fantástica, como La table de famille (Flammarion, 1993) y poesía, como La fièvre du labour (Motus, 1989). 
Gisèle Prassinos legó a la Bibliothèque historique de la ville de Paris un gran fondo de manuscritos. Su obra artística fue legada a su sobrina Catherine Prassinos.